# Gobierno de Colombia
Colombia es un país  presidencialista, y un Estado unitario con separación de poderes ejecutivo, legislativo y judicial.
La Constitución política vigente fue promulgada el 7 de julio de 1991. El 61° Presidente de la República y los Gobernadores Departamentales son los que se encargan de hacer cumplir los reglamentos de la nación.

## Ramas del Poder Público

Organigrama del Estado colombiano.

La constitución política define en la estructura del estado colombiano mediante la división del poder público en tres ramas: la ejecutiva, la legislativa y la judicial. Sin embargo, dado que existen funciones del estado que estas entidades no cumplen, se nombran los órganos para la realización de estas como son: el Ministerio público, la Contraloría General, el Consejo Nacional Electoral, la Registraduría Nacional, el Banco de la República, la Comisión de Regulación de Comunicaciones y la Comisión Nacional del Servicio Civil, entre otras.

### Rama Ejecutiva

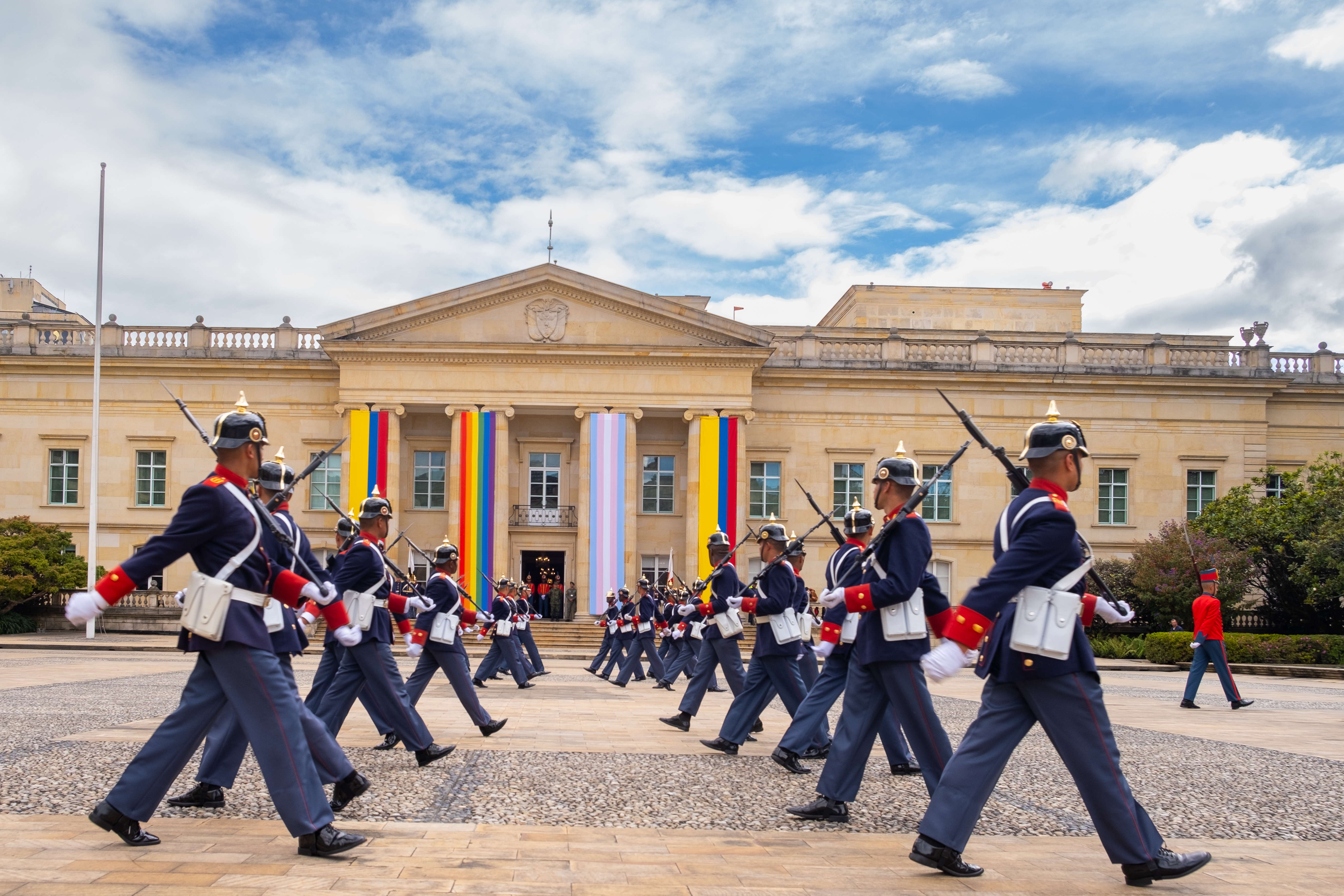
Casa de Nariño, sede de la rama ejecutiva.

Es el encargado de administrar los recursos de la nación. El Presidente de la República y Jefe de Gobierno es la cabeza del poder ejecutivo, el cual comparte con un Gabinete ministerial. Además es el comandante en jefe de las Fuerzas Militares. El gabinete se compone, además del Presidente y el Vicepresidente, de los ministros de despacho y los directores de departamentos administrativos. La rama ejecutiva tiene tres niveles: presidente (orden nacional), gobernadores (orden departamental) y alcaldes (orden municipal)
El presidente es elegido por voto popular directo para un período de cuatro años o menos, en caso de sustitución. La Constitución de 1991 prohibía la reelección presidencial de por vida y con anterioridad era posible la reelección mediata (un expresidente podía ser reelegido pero el presidente en ejercicio no podía ser reelegido para el período siguiente). Con referendo constitucional en 2005 esta prohibición fue abolida y se legalizó la reelección inmediata por una sola vez. Dos presidentes hicieron uso de ella pudiendo participar en las elecciones desde el cargo. Actualmente con el acto legislativo 02 de 2015 se prohíbe la reelección presidencial.
- Consejos superiores de la administración
- Ministerios
- Departamentos Administrativos
- Superintendencias sin personería jurídica
- Unidades administrativas especiales sin personería jurídica

También se encuentran los Gobernadores y Alcaldes que son elegidos por voto popular y quienes dentro de sus funciones son las máximas autoridades administrativas en sus respectivos niveles con independencia funcional de la presidencia. Esto quiere decir que no están subordinados a la presidencia en materia de ordenamiento territorial, pero sí en otras materias como en materia de orden público.

### Rama legislativa

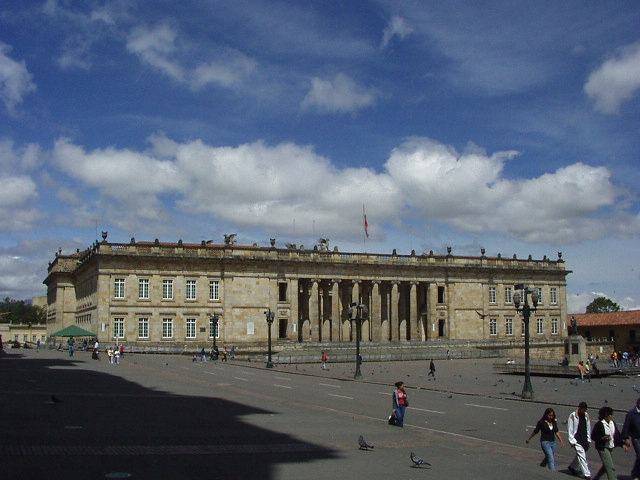
El Capitolio Nacional, Sede del Congreso

Se encarga de elaborar las normas y leyes. Ejercer control sobre el Gobierno y reformar la Constitución.
Un Congreso bicameral formado por el Senado (100 miembros elegidos por circunscripción nacional por un periodo de cuatro años y un número adicional de dos senadores elegidos en circunscripción especial por comunidades indígenas) y la Cámara de Representantes, conformada por 166 miembros elegidos por cuatro años, de los cuales ciento sesenta y uno representan a las circunscripciones territoriales (Departamentos y el Distrito Capital).

### Rama judicial

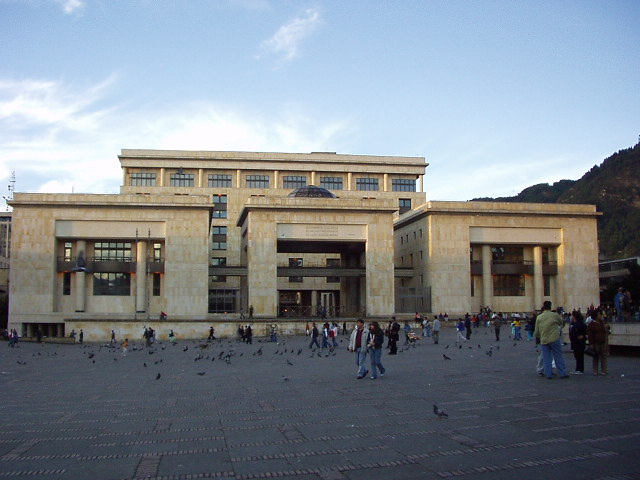
El Palacio de Justicia en Bogotá, Sede de las Altas Cortes.

Se encarga de aplicar la ley de manera justa y resuelve conflictos entre las personas de acuerdo a la ley. Le corresponde administrar justicia, solucionar los conflictos y controversias entre los ciudadanos y entre estos y el Estado y decidir cuestiones jurídicas controvertidas mediante pronunciamientos que adquieren fuerza de verdad definitiva. Dichos pronunciamientos toman principalmente la forma de sentencias, fallos, o autos. Es la encargada hacer efectivos los derechos, obligaciones, garantías y libertades consagradas en la Constitución y en las leyes, con el fin de lograr y mantener la convivencia social.
El poder judicial de Colombia empieza a partir de la Constitución Política de 1991. Es conformado por la Corte Suprema de Justicia, la Corte Constitucional, el Consejo de Estado, el Consejo Superior de la Judicatura, así como los tribunales y juzgados. La Fiscalía General de la Nación es un organismo independiente adscrito a la rama judicial del Poder Público en Colombia.

### Organización Electoral
Es el conjunto de entidades encargadas de la organización de las elecciones, su dirección y vigilancia, así como lo relativo a la identificación de las personas.
- Consejo Nacional Electoral
- Registraduría Nacional del Estado Civil

### Órganos Autónomos e independientes
Son entidades del Estado, con autonomía a las tres ramas del poder, según la Constitución o las leyes debido a su especialidad funcional.
- Banco de la República
- Comisión Nacional del Servicio Civil
- Corporaciones Autónomas Regionales
- Entes Universitarios Autónomos
- Comisión de Regulación de Comunicaciones

### Organismos de Control
Son aquellos organismos a los que la Constitución Política les confía las funciones relacionadas con el control disciplinario, defender al pueblo y el control fiscal. No están adscritos ni vinculados a las Ramas del poder público.
- Auditoría General de la República
- Contraloría General de la República
- Defensoría del Pueblo
- Procuraduría General de la Nación

## Otros datos

### Gobiernos departamentales
Los departamentos tienen gobernadores y corporaciones públicas propias elegidos por sufragio cada cuatro años. Se subdividen en municipios y algunos distritos con un alcalde y un concejo municipal, electos también cada cuatro años por votación directa.

### Partidos Políticos
Según el Consejo Nacional Electoral de Colombia, las organizaciones políticas que en la actualidad cuentan con personería jurídica en Colombia son:
1. Partido Liberal Colombiano
2. Partido Conservador Colombiano
3. Partido Centro Democrático
4. Partido Cambio Radical
5. Partido Social de Unidad Nacional "Partido de la U"
6. Partido Alianza Verde
7. Colombia Humana
8. Partido Polo Democrático Alternativo
9. Unión Patriótica UP
10. Partido Alianza Social Independiente ASI
11. Partido Político MIRA
12. Partido ADA
13. Partido Colombia Justa Libres
14. Partido Dignidad
15. Partido Colombia Renaciente
16. Partido Verde Oxígeno
17. Partido Comunista Colombiano
18. Partido Comunes
19. Liga de Gobernantes Anticorrupción
20. Nuevo Liberalismo
21. Movimiento de Salvación Nacional
22. Movimiento Autoridades Indígenas de Colombia AICO
23. Movimiento Alternativo Indígena y Social MAIS
24. Partido Demócrata Colombiano
25. Partido Ecologista Colombiano
26. Gente en Movimiento
27. Partido del Trabajo de Colombia (moirista)
28. Esperanza Democrática
29. Poder Popular (Colombia)
30. La Fuerza de la Paz